# Jadran (brod)
Jadran je školski brod jedrenjak izgrađen za potrebe Kraljevske mornarice Kraljevine Jugoslavije. Potkraj 1990. godine bio je na remontu u Tivtu, te je zadržan u Crnoj Gori gdje se nalazi i dandanas. Trenutačno u službi crnogorske ratne mornarice iako Republika Hrvatska još uvijek traži povrat otete imovine. Školski brod "Jadran" je jedrenjak tipa barkantin deplasmana od 737 tona i dužinom od 64 metara. 

## Povijest
Brod je sagrađen od dragovoljnih doprinosa, na ideju "Jadranske Straže" 1926. godine u Splitu, od nekoliko splitskih intelektualaca i rodoljuba, iz proračuna i kredita, te sredstava ratne reparacije. Organizatori "Jadranske Straže" bili su Hrvati i od izgradnje brodu je matična luka u Hrvatskoj. Hrvatski brod Jadran je do agresije na Hrvatsku bio registriran u Splitu i sve do otimanja broda imao je hrvatske kapetane. 
Školski brod "Jadran" je jedrenjak tipa barkantin dugačak je 64 metara, na glavnom rebru širok 8,9 metara, mase 737 tona, ima gaz od 4,05 metara i jarbole visoke 39,1 metar s površinom jedara od 933 m2. Punoga deplasmana 761 tonu. Ugovor za gradnju školskog broda sklopljen je 4. rujna 1930. godine s njemačkim brodogradilištem H. C. Stulken Sohn u Hamburgu. Izgrađen je po nacrtima riječkoga inženjera Josipa Škarice. Školski jedrenjak dobio je ime "Jadran", a završen je 27. lipnja 1933. godine. 
Najdulje putovanje "Jadrana" (11.262 milje) bilo je na ruti Dubrovnik-New York-Boston-Dubrovnik 1938. godine. Prije Drugoga svjetskog rata bio je na sedam školskih putovanja po Atlantskom oceanu, Sredozemnom i Crnom moru. Talijani su ga zarobili nakon kapitulacije Kraljevine Jugoslavije i jedno vrijeme tijekom Drugoga svjetskog rata "Jadrana" je koristila talijanska ratna mornarica kao školski brod pod imenom "Marco Polo". Kapitulacijom Italije 1943. godine brod su preuzeli Nijemci. Nakon toga je zapušten, ogoljen, bez jarbola dočekao kraj rata kao most u jednom od kanala u Veneciji. 
U prosincu 1946. godine "Jadran" je dotegljen u Šibenik iz Venecije. Bio je bez glavnoga motora i dijelova pomoćnih motora, uređaja i instrumenata, te bez ostale opljačkane opreme broda kao što su jedrilje, predmeti i dijelovi. U remontnome zavodu „Sava Kovačević“ u Tivtu gdje se radio remont bio je do 1949. godine. "Jadrana" je obnavljala prva poslijeratna posada, Mornaričko-tehnički zavod “Sava Kovačević” iz Tivta, Brodogradilište “Split” i tehnička služba JRM. Nakon remonta ponovno je školski brod.

## Vanjske poveznice
- Školski brod "Jadran" - proslava i skandal, obris.org, 15. kolovoza 2018.
- V.B., 6. rujna 1933. - Školski brod Jadran, HRT, 6. rujna 2018. (u međumrežnoj pismohrani archive.org 28. listopada 2020.)